# Pseudohalmyrapseudes mussauensis
Pseudohalmyrapseudes mussauensis is een naaldkreeftjessoort uit de familie van de Parapseudidae. De wetenschappelijke naam van de soort is voor het eerst geldig gepubliceerd in 1965 door Sueo M. Shiino.